# Baekdudaegan
Baekdudaegan (en coreano: 백두대간 ) es una cadena de montañas y cuencas que atraviesan la mayor parte de la longitud de la península coreana, del monte Paektu (Corea del Norte) en el norte hasta Jirisan (Corea del Sur) en el sur. Es importante en el pensamiento tradicional coreano, un aspecto clave de la filosofía Pungsujiri y sus prácticas. A menudo es conocida como la "columna vertebral" de la península de Corea, y se representa en varias obras de arte históricas. Incorpora la cordillera Sobaek y la mayor parte de la cordillera de Taebaek.
Algunas personas sueñan con poder caminar a lo largo de todo el recorrido a lo largo de la cresta de la cordillera, que corre a través de una frontera militarizada. La sección en Corea del Sur fue designada como parque de conservación natural nacional en 2006 por el gobierno de Corea del Sur.